# Regalinspektion
Bei einer Regalinspektion handelt es sich um eine regelmäßige Kontrolle von gewerblich genutzten Regalen. Da beim Be- und Entladen von Regalen unbeabsichtigte Beschädigungen auftreten können, werden diese durch die Regalinspektion identifiziert. Die Regalinspektion dient somit der Unfallvermeidung im Lager. 
Die Regalinspektion ist überwiegend eine Sichtkontrolle, die vom Boden aus durchgeführt wird. Es wird unterschieden zwischen der wöchentlichen Sichtkontrolle und der jährlichen Experteninspektion.

## Wöchentliche Sichtkontrolle
Bei der wöchentlichen Sichtkontrolle werden durch unterwiesenes Personal (dieses können auch Mitarbeiter des Unternehmens sein) die Regale, die fachgerechte Einlagerung der Lasten sowie der Zustand der Ladungsträger (z. B. Paletten) kontrolliert. Aufgrund einer Gefährdungsbeurteilung können auch andere Intervall-Abstände gewählt werden. Eine sinnvolle Möglichkeit ist es, die Regalkontrollen mit individuell angepassten Kontrolllisten durchzuführen. 
Um diese Kontrollen qualifiziert durchführen zu können, sollten die Regalkontrolleure entsprechend unterrichtet bzw. eingewiesen werden. Es ist von Vorteil, wenn die wöchentlichen Regalkontrollen abwechselnd von verschiedenen Mitarbeitern ausgeführt werden.

## Experteninspektion
In Abständen von maximal 12 Monaten sollte eine Inspektion von einer fachkundigen Person (übliche Bezeichnung: Regalprüfer) durchgeführt werden. Nach Angaben der Berufsgenossenschaft ist die fachkundige Person in Deutschland eine befähigte Person, entsprechend der technischen Regel für Betriebssicherheit TRBS 1203.

## Regalinspektionspflicht
Die Pflicht des Arbeitgebers zur Beurteilung der Arbeitsbedingungen ergibt sich aus § 5 des Arbeitsschutzgesetzes (ArbSchG) und die Gefährdungsbeurteilung wird durch die Betriebssicherheitsverordnung (kurz: BetrSichV) konkretisiert. 
Gerade im Bereich der Lagerhaltung, wo vielfach Flurförderzeuge wie Gabelstapler, Schubmaststapler oder Gabelhubwagen sowie Regalbediengeräte eingesetzt werden, besteht ein erhöhtes Beschädigungsrisiko der Regalbauteile. Aber auch in manuell bedienten Lägern können Beschädigungen der Regale nicht ausgeschlossen werden.
Die Regalinspektionspflicht gilt grundsätzlich für alle gewerblich genutzten, ortsfesten Stahlregale, wie z. B.:
- Palettenregale
- Fachbodenregale
- Mehrgeschossanlagen
- Kragarmregale
- Einfahr- und Durchfahrregale
- Durchlaufregale
- manuell verfahrbare Regale
- Archivregale
- Paternosterregal
- Schubladenregale

## Normative Regelung
Für Regale aus Stahl ist die seit August 2009 gültige europäische Norm DIN EN 15635 anzuwenden. Die Norm weist ausdrücklich darauf hin, dass Regale nur für eine sorgfältige und richtige Benutzung ausgelegt sind. Es dürfen keine zusätzlichen Kräfte oder Stoßbelastungen eingeleitet werden, die beispielsweise durch Fehlbedienung entstehen.

## Maßnahmen im Schadensfall
Nach Forderung der berufsgenossenschaftlichen Regel DGUV 108-007 (vormals BGR 234) und nach der Norm DIN EN 15635 sind festgestellte sicherheitsrelevante Schäden am Regal sofort fachgerecht zu beseitigen. Der Schaden soll sofort an den Sicherheitsbeauftragten gemeldet werden, um geeignete Maßnahmen einzuleiten und ein schriftlicher Bericht mit Aufbewahrungspflicht ist anzufertigen. Bei wiederholtem Auftreten von Schäden ist eine Ursachenermittlung nötig. Auch die Einführung eines Schadenkontrollverfahrens nach DIN EN 15635, Absatz 9.4.5. ist zu empfehlen. 
Bei Schäden an der Regalkonstruktion sind beschädigte Bauteile vorzugsweise durch Originalbauteile zu ersetzen. Sollte dies im Einzelfall nicht möglich sein, muss der Standsicherheitsnachweis für das Regal unter Berücksichtigung der Reparaturmaßnahme überprüft und schriftlich dokumentiert werden.